# Bistum Crediton
Das Bistum Crediton (lat.: Dioecesis Cridiensis) war eine im heutigen Vereinigten Königreich gelegene römisch-katholische Diözese mit Sitz in Crediton.

## Geschichte
Das Bistum Crediton wurde im Jahr 909 aus Gebietsabtretungen des Bistums Sherborne errichtet. Erster Bischof wurde Eadwulf. Das Bistum Crediton umfasste die Grafschaften Cornwall und Devon. Im Jahr 931 gab das Bistum Crediton Teile seines Territoriums zur Gründung des Bistums Cornwall ab. 1040 wurde das Gebiet des aufgelösten Bistums Cornwall wieder dem Bistum Crediton angegliedert.
Im Jahr 1050 wurde der Bischofssitz durch Bischof Leofric von Crediton nach Exeter verlegt und der Titel wurde in Bischof von Exeter geändert.
Das Bistum Crediton war dem Erzbistum Canterbury als Suffraganbistum unterstellt.